# Ryūhei Matsuda
Ryūhei Matsuda (jap. 松田龍平 Matsuda Ryūhei; ur. 9 maja 1983 w Tokio) – japoński aktor.
Jego ojcem był aktor Yūsaku Matsuda (Tantei monogatari), a matką – aktorka Miyuki Matsuda. Ojciec Ryūhei'a zmarł, gdy ten miał sześć lat. Młodszy brat, Shōta Matsuda, również jest aktorem.
Gdy Matsuda miał piętnaście lat, dostał propozycję roli w filmie Tabu Nagisy Ōshimy. Rola samuraja Sōzaburō Kanō przyniosła mu dużą popularność, nagrodę Japońskiej Akademii Filmowej i nagrodę dla nowego talentu na MFF w Yokohamie, a także kolejne propozycje ról. Zagrał m.in. u Takashiego Miike (Big Bang Love, Juvenile A) i Shin’ya Tsukamoto (Detektyw nocnych koszmarów).

## Filmografia
- Jinu yo saraba Kamuroba mura e (2015)
- Raid 2: Infiltracja (Serbuan maut 2: Berandal, 2014)
- Tada zrobi wszystko (Mahoro ekimae kyôsôkyoku) (2014)
- Tantei wa bar ni iru 2: Susukino daikosaten (2013)
- Mugiko-san to (2013)
- Fune wo amu (2013)
- Mahoro ekimae bangaichi (serial TV) (2013)
- I'm Flash! (2012)
- Kita no Kanaria-tachi (2012)
- Mahoro ekimae tada benriken (2011)
- Tantei wa bar ni iru (2011)
- Bôizu on za ran (2010)
- Tsurugidake: ten no ki (2009)
- Tenchijin (serial TV) (2009)
- Kanikôsen (2009)
- Hagetaka (2009)
- Akumu tantei 2 (2008)
- Ashita no Kita Yoshio (serial TV) (2008)
- Dare mo mamotte kurenai (2008)
- Densen uta (2007)
- Ahiru kamo (2007)
- Koisuru madori (2007)
- Purukogi (2007)
- Sekai ha tokidoki utsukushii (2007)
- Hagetaka: Road to Rebirth (miniserial) (2007)
- Chosyu Five (2006)
- Detektyw nocnych koszmarów (Akumu tantei) (2006)
- 46 okunen no koi (2006)
- Ranpo jigoku (2005)
- Gimmy Heaven (2005)
- NANA (2005)
- Yashagaike (2005)
- Yasha no ike (2004)
- Koi no mon (2004)
- IZO (2004)
- Cutie Honey (2004)
- Shōwa kayo daizenshu (2003)
- Hachigatsu no kariyushi (2003)
- 9 Souls (2003)
- 17 sai (2003)
- Collage of Our Life (2003)
- Aoi haru (2002)
- Hashire! Ichiro (2001)
- Shibito no koiwazurai (2001)
- Tabu (Gohatto) (1999)